# دگلوس
دگلوس (به لاتین: Deglos) یک شهرک در سنت لوسیا است که در بخش کاستریس واقع شده‌است.